# Die Festung fällt, die Liebe lebt
Die Festung fällt, die Liebe lebt! (Originaltitel: Les Fêtes galantes) ist ein französisch-rumänischer Spielfilm aus dem Jahr 1965. Regie führte René Clair. Die Hauptrollen wurden mit Jean-Pierre Cassel, Philippe Avron und Marie Dubois besetzt. Das Drehbuch stammt vom Regisseur nach einem Szenarium von Pierre-Aristide Bréal. Der Film erlebte seine Uraufführung am 12. Dezember 1965 in den Vereinigten Staaten von Amerika. In der Bundesrepublik Deutschland kam er am 28. Januar 1966 in die Kinos, in Clairs Heimatland am 14. April 1966, in der DDR unter dem Titel Galante Feste in eigener Synchronfassung am 16. September 1966.

## Handlung
Die Geschichte spielt irgendwo im Europa des 18. Jahrhunderts. Die Armee des Marschalls von Allenberg ist von den Truppen des Prinzen von Beaulieu geschlagen worden und zieht sich in ihre Festung zurück. Da kleine, harmlose Angriffe nicht zum Erfolg führen, beschließt der Prinz – während er selbst seiner Leidenschaft für Essen und Feste frönt –, die Festung aushungern zu lassen. Die Nichte des Marschalls, Prinzessin Helene, beauftragt den findigen Draufgänger Joli-Coeur, der ihr einst einen Ring und einen Kuss raubte, die feindlichen Linien zu durchbrechen und Beaulieus Sohn, der sie liebt und den sie liebt, zu benachrichtigen. Diese Mission bringt für Joli-Coeur und seinen Freund, den Bauern Thomas, die tollsten Abenteuer und Gefahren mit sich. Wechselseitig ist er der Held oder der Gefangene der beiden Lager, bis es ihm und der Prinzessin endlich gelingt, den unsinnigen Krieg zu beenden.

## Kritik
Das Lexikon des internationalen Films zieht folgendes Fazit: „Locker gefügte ironische Heldenkomödie von René Clair mit heiteren Anspielungen auf den fragwürdigen Ruhm von Abenteuer- und Kriegslegenden. Die burlesk intrigierte Belagerung endet ohne Sieger und Besiegte. Bemerkenswert unbeschwerte Unterhaltung.“ Auch der Evangelische Film-Beobachter ist voll des Lobes: „René Clairs ‚mehr oder weniger heroische Komödie‘ ist ein von Temperament, viel Charme und Humor erfülltes Spiel, das sich der Ironie, Karikatur und Unterhaltung allein verpflichtet fühlt. Ab 16 herzlich zu empfehlen.“ Die Filmbewertungsstelle Wiesbaden erteilte dem Streifen das Prädikat „Wertvoll“.